# Castrul roman de la Jiblea

## Descriere
În această zonă se drumul se bifurcă dinspre Nord în primul defileu al Oltului împreună cu cel care înconjura masivul Cozia din Est. Aici au fost amplasate castrele de la Rădăcinești, posibil Pripoare și Titești.
Pentru definitivarea localizării, s-a încercat presupunerea locației (pe baza reperelor date) menționate de D. Tudor, dar pentru a putea spune mai multe, este nevoie de colectarea mai multor date decât cele strânse până în prezent.

## Turnul Văratica
Stă pe un platou înalt de 20-30 m la sud de biserica satului, pe malul stâng al Oltului, lângă intersecția râurilor Lotru și Olt. Cetatea este situată la jumătatea distanței dintre Racovița (12 km) și Călimănești (16 km), cu scopul de a păzi valea Oltului într-un loc în care se întâlnea cu un afluent, iar acum este înconjurat de structuri mai noi. Planul turnului este pătrat cu latura de 10 m, prezintă ziduri de piatră cu grosimea de 1,10 m conservate până la 1,6 m în cel mai înalt punct a cărei fundații a fost construită din pietre de râu și carieră îmbinate cu mortar. Încadrarea cronologică s-a făcut cu ajutorul materialului arheologic ce indică perioada de funcționare în timpul sec. III.